# Базаргуруєв Базар Будажапович
Базар Будажапович Базаргуруєв (кирг. Базар Будажапович Базаргуруев; нар. 9 січня 1985, село Цаган-Челутай, Забайкальський край) — киргизький, узбецький і російський борець вільного стилю бурятського походження, бронзовий призер чемпіонату світу, переможець та бронзовий призер чемпіонатів Азії, бронзовий призер Олімпійських ігор. Заслужений майстер спорту Киргизстану (2007). Майстер спорту Росії міжнародного класу з вільної боротьби.

## Життєпис
Боротьбою займається з 1998 року. Чемпіон Росії 2002 року серед молоді. Починав виступати за збірну Росії. У її складі посів 4 місце на чемпіонаті Європи 2002 року серед кадетів. Потім виступав за збірну Узбекистану. Був у її складі чемпіоном Азії 2007 року. Того ж року почав виступи за збірну Киргизстану.
На літніх Олімпійських іграх 2008 року в Пекіні Базар Базаргуруєв посів п'яте місце, поступившись у чвертьфіналі українцю Василю Федоришину та у сутичці за бронзу японцю Кен'їті Юмото. 5 квітня 2017 року Міжнародний олімпійський комітет позбавив Василя Федоришина срібної медалі Ігор 2008 року у зв'язку з наявністю в його пробах допінгу — туринаболу. Його медаль перейшла до Кен'їті Юмото з Японії, а бронзова нагорода японця перейшла до Базара Базаргуруєва.

## Спортивні результати на міжнародних змаганнях

### Виступи на Олімпіадах
| Змагання                    | Збірна     | Вагова категорія          | Місце  |
| --------------------------- | ---------- | ------------------------- | ------ |
| Літні Олімпійські ігри 2008 | Киргизстан | вільна боротьба, до 60 кг | Бронза |

### Виступи на Чемпіонатах світу
| Змагання                        | Збірна     | Вагова категорія          | Місце  |
| ------------------------------- | ---------- | ------------------------- | ------ |
| Чемпіонат світу з боротьби 2007 | Киргизстан | вільна боротьба, до 60 кг | Бронза |
| Чемпіонат світу з боротьби 2009 | Киргизстан | вільна боротьба, до 60 кг | 9      |
| Чемпіонат світу з боротьби 2011 | Киргизстан | вільна боротьба, до 60 кг | 32     |
| Чемпіонат світу з боротьби 2013 | Киргизстан | вільна боротьба, до 60 кг | 32     |
| Чемпіонат світу з боротьби 2014 | Киргизстан | вільна боротьба, до 65 кг | 14     |

### Виступи на Чемпіонатах Азії
| Змагання                       | Збірна     | Вагова категорія          | Місце  |
| ------------------------------ | ---------- | ------------------------- | ------ |
| Чемпіонат Азії з боротьби 2007 | Узбекистан | вільна боротьба, до 60 кг | Золото |
| Чемпіонат Азії з боротьби 2009 | Киргизстан | вільна боротьба, до 60 кг | Бронза |
| Чемпіонат Азії з боротьби 2014 | Киргизстан | вільна боротьба, до 61 кг | 5      |

### Виступи на Азійських іграх
| Змагання           | Збірна     | Вагова категорія          | Місце |
| ------------------ | ---------- | ------------------------- | ----- |
| Азійські ігри 2010 | Киргизстан | вільна боротьба, до 60 кг | 12    |

### Виступи на Кубках світу
| Змагання                    | Збірна     | Вагова категорія          | Місце |
| --------------------------- | ---------- | ------------------------- | ----- |
| Кубок світу з боротьби 2011 | Киргизстан | вільна боротьба, до 60 кг | 6     |

### Виступи на інших змаганнях
| Змагання                                                      | Збірна     | Вагова категорія          | Місце  |
| ------------------------------------------------------------- | ---------- | ------------------------- | ------ |
| Гран-прі Німеччини з боротьби 2007                            | Киргизстан | вільна боротьба, до 60 кг | Бронза |
| Кубок Президента Бурятської Республіки з боротьби 2011        | Киргизстан | вільна боротьба, до 66 кг | Срібло |
| Кубок Тахті 2011                                              | Киргизстан | вільна боротьба, до 60 кг | Золото |
| Золотий Гран-прі з боротьби 2011 (Баку)                       | Киргизстан | вільна боротьба, до 60 кг | 5      |
| Меморіал Вацлава Циолковського 2011                           | Киргизстан | вільна боротьба, до 60 кг | 21     |
| Київський Міжнародний турнір з боротьби 2012                  | Киргизстан | вільна боротьба, до 60 кг | 10     |
| Кубок Президента Бурятської Республіки з боротьби 2012        | Киргизстан | вільна боротьба, до 66 кг | Золото |
| Олімпійський кваліфікаційний турнір з боротьби 2012 (Тайюань) | Киргизстан | вільна боротьба, до 60 кг | 4      |
| Відкритий чемпіонат Монголії з вільної боротьби 2013          | Киргизстан | вільна боротьба, до 66 кг | Бронза |
| Турнір Степана Саргісяна 2013                                 | Киргизстан | вільна боротьба, до 60 кг | Бронза |
| Кубок Тахті 2014                                              | Киргизстан | вільна боротьба, до 61 кг | 9      |
| Відкритий чемпіонат Монголії з вільної боротьби 2014          | Киргизстан | вільна боротьба, до 65 кг | Срібло |
| Кубок Президента Бурятської Республіки з боротьби 2015        | Киргизстан | вільна боротьба, до 65 кг | Срібло |

### Виступи на змаганнях молодших вікових груп
| Змагання                                       | Збірна | Вагова категорія          | Місце |
| ---------------------------------------------- | ------ | ------------------------- | ----- |
| Чемпіонат Європи з боротьби серед кадетів 2002 | Росія  | вільна боротьба, до 58 кг | 4     |